# Томислав Кроња
Томислав Кроња (Шибеник, 12. новембар 1914 — Београд, 19. август 1972) био је лекар, учесник Народноослободилачке борбе, генерал-потпуковник санитетске службе ЈНА и начелник Војномедицинске академије.

## Биографија
Основну школу и гимназију је завршио 1933. у Шибенику, а Медицински факултет 1940. године у Загребу.
Године 1941, када је отпочео Други светски рат у Југославији, као млад лекар се прикључио Народноослободилачком покрету (НОП), а 1942. године је ступио у редове Народноослободилачке војске. Током рата на функцији референта санитета у Севернодалматинском партизанском одреду и Другој далматинској ударној бригади, помоћник шефа Санитетског одсека Главног штаба НОВ и ПО Хрватске, начелника Санитетског одељења Четвртог хрватског корпуса и начелника Санитетског одељења Главног штаба НОВ и ПО Хрватске.
Поред руковођења санитетском службом у војним јединицама, активно је радио на на образовању и усавршавању партизанских санитетских радника. У чланство Комунистичке партије Југославије (КПЈ) примљен је 1942. године.
После завршетка рата, 1945. године, као лекар је наставио професионалну каријеру у Југословенској народној армији (ЈНА). Упоредо са службом у армији, наставио је на стручном усавршавању — специјализовао је неуропсихијатрију и завршио студије психологије на Филозофском факултету у Загребу.
У ЈНА се налазио на функцијама — начелника санитетског одељења армије; управника Главне војне болнице ЈА, од маја до децемабра 1949; начелника санитетског одељења Команде Југословенског ратног ваздухопловства (ЈРВ); управник психијатриске болнице „Врапче“ у Загребу, од 1953. до 1954. и начелника Војномедицинске академије (ВМА), од марта 1959. до фебруара 1971. године (најдуже се налазио на овој функцији). Пензионисан је 1971. године.
Био је ванредни професор Војномедицинске академије и ванредни професор из предмета психологија на Филозофском факултету у Нишу. Такође је био активан члан Светске здравствене организације за организацију здравствене службе.
Два пута се женио. Из првог брака са проф. Дором Кроњом, девојачко Бубаш, географом и партизанском болничарком имао је два сина - Милована Меду (1943—2002) и Радована Кроњу (1946). Од 1967. године био је у браку са економистом Миленом Кроњом, девојачко Ковачевић.
Преминуо је 19. августа 1972. године у Београду и сахрањен је у Алеји народних хероја на Новом гробљу.
Носилац је Партизанске споменице 1941. и других југословенских одликовања, међу којима су — Орден братства и јединства, Орден народне армије и Орден за војне заслуге.

## Дела
Проф др Томислав Кроња био је аутор и коаутор следећих стручних монографија и издања: 
- Медицински део у Народном учитељу Васе Пелагића, 1950-их година.
- Ментална хигијена у војсци. Војномедицинска документација, Београд 1964. године.
- Психолошка разматрања у руковођењу у армији. Војноизадвачки завод, Београд 1966. године.
- Војни старешина и линост војника у миру и рату. Народна армија, Београд 1970. година (књигу је посветио мајци Анки, која је била партизански борац).
- Психолошка припрема активних и резервних старешина са савремени рат. „Народна армија“, Београд 1970. година (коаутор са проф. др Бранком Свећенским, санитетским пуковником).
- Дневник једног психијатра. „Медицинска књига“, Београд-Загреб 1972. година.
- Основи војне психологије. Војноиздавачки завод, Београд 1973. године.
- Љубав, секс и породица. „Слобода“, Београд и „Дневник“, Нови Сад 1981. годин (коаутор са Драгомиром Младеновићем, Војином Матићем, Владиславом Клајном, Владетом Јеротићем и Ђорђем Богићевићем).